# Emblyna brevidens
Emblyna brevidens là một loài nhện trong họ Dictynidae.
Loài này thuộc chi Emblyna. Emblyna brevidens được Wladislaus Kulczynski miêu tả năm 1897.